# Trymatococcus amazonicus
Espèce
Synonymes
- Lanessania turbinata Spruce ex Baill.
- Trymatococcus paraensis Ducke
- Trymatococcus turbinatus (Spruce ex Baill.) Ducke[1]

Trymatococcus amazonicus est une espèce de plantes à fleurs de la famille des Moraceae. C'est un arbre poussant naturellement dans les forêts de terre ferme et quelques forêts inondables du nord de l'Amazonie et des Guyanes. 

## Noms vernaculaires
En Guyane, il est connu sous les noms de faux bois d'arc ou paila / pailalã (Wayãpi), en référence aux espèces du genre Brosimum lui ressemblant. Au Venezuela et au Brésil, les Yanomamis l'appellent potahi amohi.

## Répartition
Cette espèce a été collectée au Venezuela (Bolívar près de Santa María de Erebato, Amazonas où il est commun), au Guyana, au Suriname, en Guyane, au Brésil (Amapá, Pará, Amazonas et Roraima), en Colombie, en Équateur et au Pérou,. 

## Description
Pouvant atteindre 15-30 mètres, cet arbre produit des jeunes rameaux de 1-5 millimètres d'épaisseur, couverts de poils duveteux bruns en forme de crochets caractéristiques. Parmi d'autres critères de reconnaissance, ses stipules sont longs de 0,3-0,4 centimètre, pubescentes et appressées contre les tiges. Les nervures tertiaires des feuilles sont généralement partiellement scalariformes. 
Les feuilles comportent un pétiole long de 0,3-1,6 centimètre. Leur limbe est coriace à sub-coriace, elliptique à elliptique étroit. Elles mesurent 2-12 × 1,5-5,5 centimètres, avec un apex acuminé, et une base aiguë à obtuse, une marge entière. Le dessus de la feuille est (presque) glabre à l'exception de la nervure principale couverte de poils courts et raides. Au dessous de la feuilles, les nervures sont saillantes couvertes de courts poils raides (hirteleux). Les inflorescences bisexuées (plante monoïque), plus ou moins cylindriques sont longues de 0,4-0,6 centimètre, pour 0,2-0,4 centimètre de diamètre. Le pédoncule mesure de 0,3-0,4 millimètre de long. Elles sont composées des fleurs unisexuées : quelques dizaines de fleurs mâles staminées et une fleur femelle pistillée portant un stigmate long de 3-7 mm. L'infrutescence globuleuse mesure environ 1,5 centimètre de diamètre, avec les restes de fleurs staminées persistantes à l'apex.
En cas de blessure, elle émet un abondant latex brunâtre trouble. Quand les feuilles de T.amazonicus sèchent, elle ressemblent à celles de Sorocea avec une nervation blanchâtre nettement desséchée en-dessous, mais s'en différencient par leur marge complètement entière.

## Écologie
Les graines de cet arbre de sous-bois ou de canopée sont réputées être disséminées par épizoochorie grâce aux poils crochus recouvrant la surface des infrutescences. Il s'agit d'une des rares espèces épizoochores de Guyane n'étant pas une mauvaise herbe des zones ouvertes.
Les agoutis et les pacas consomment et disséminent ses graines.

## Utilisations
Les graines sont consommées chez les Yanomamis.

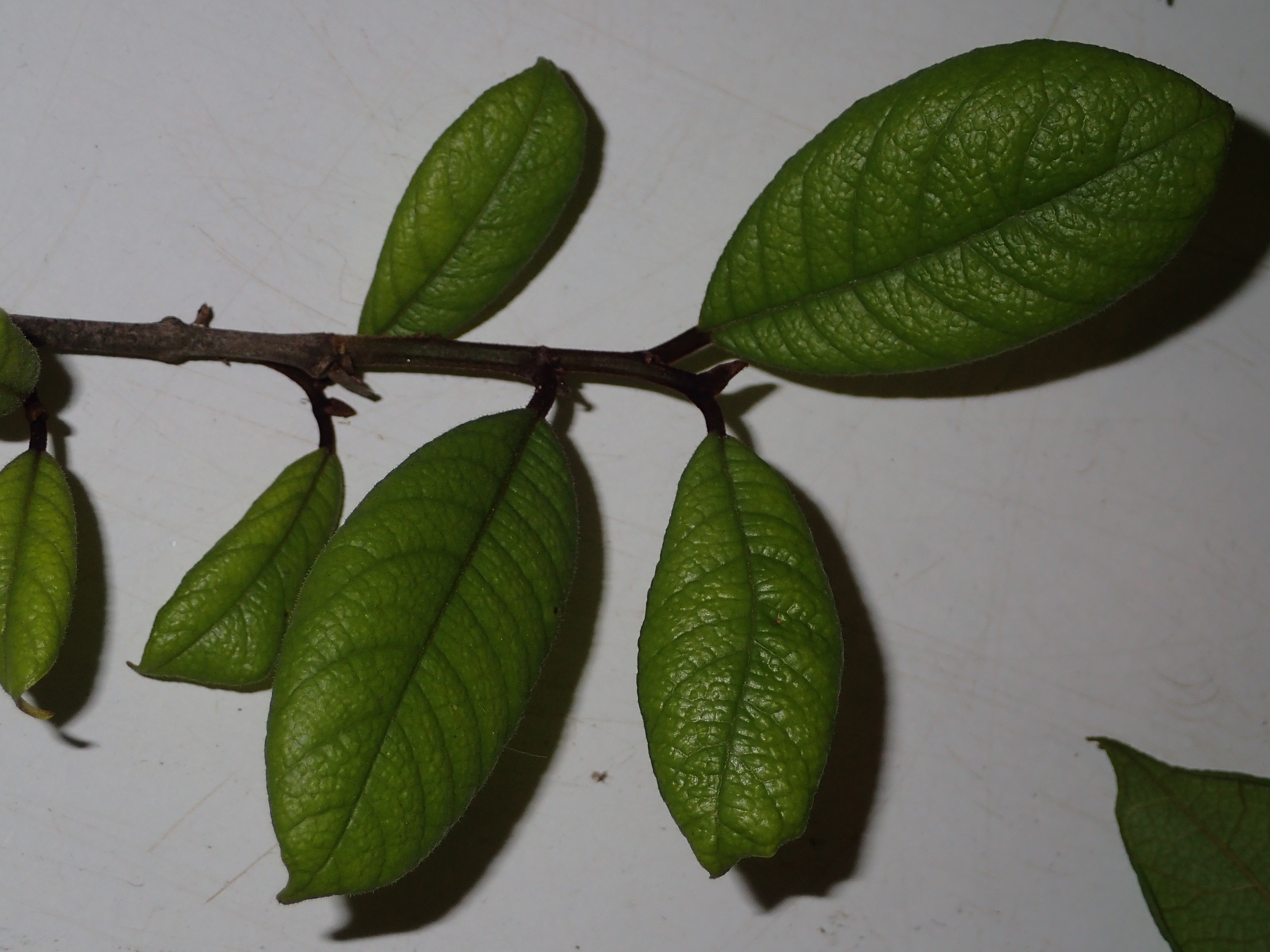
Feuille de Trymatococcus amazonicus (face supérieure).
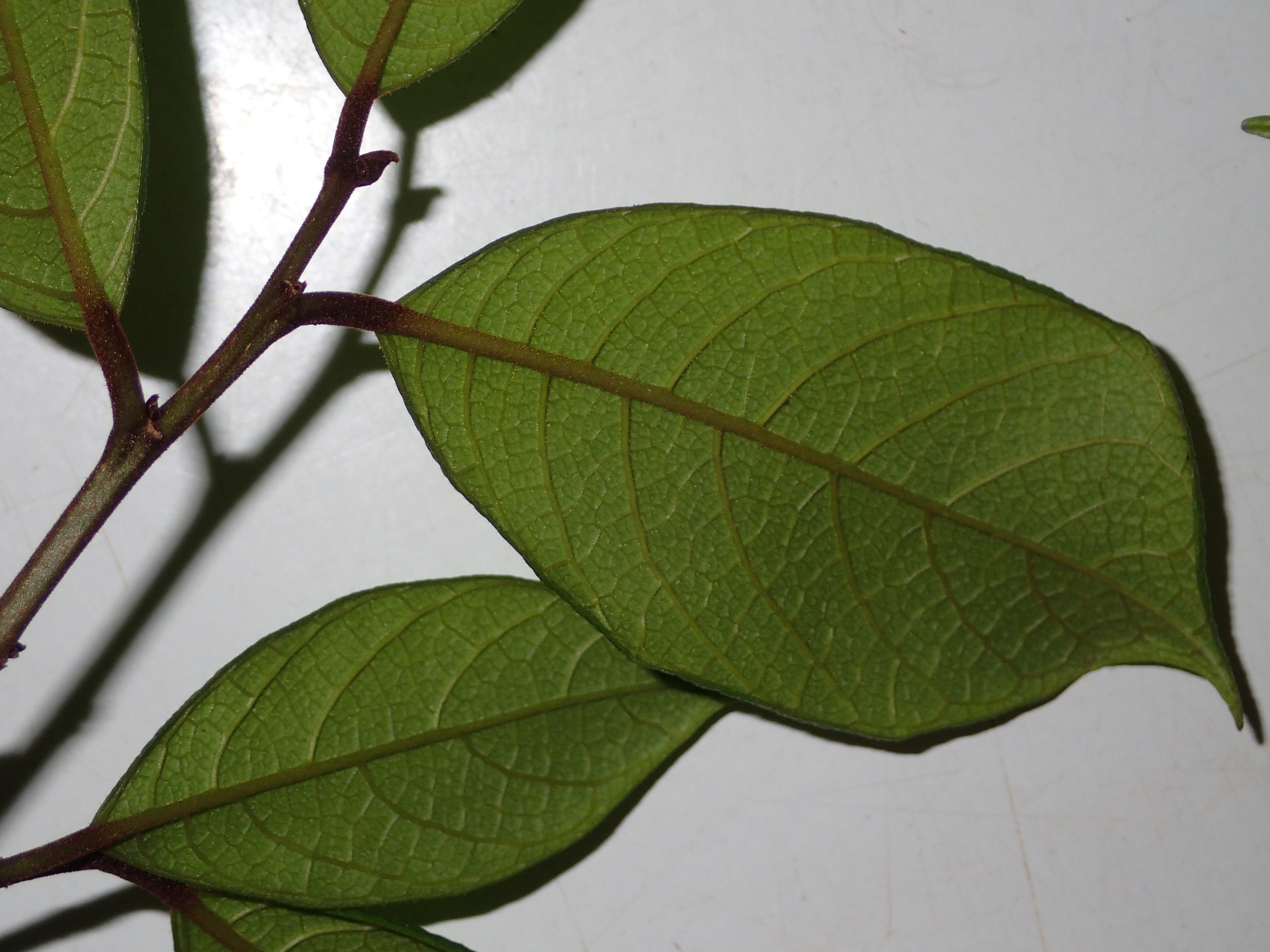
Feuille de Trymatococcus amazonicus (face inférieure).
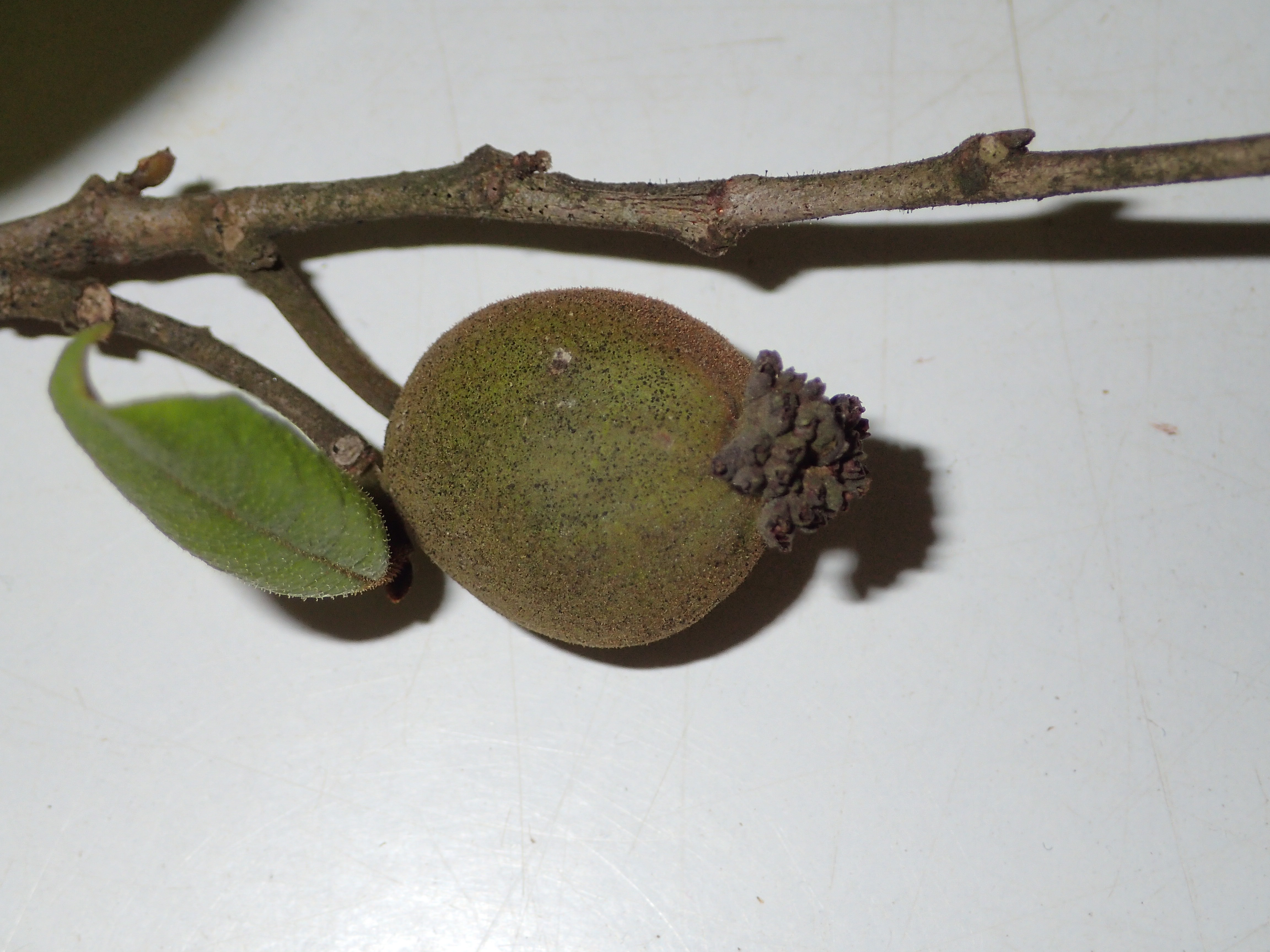
Jeune fruit de Trymatococcus amazonicus.
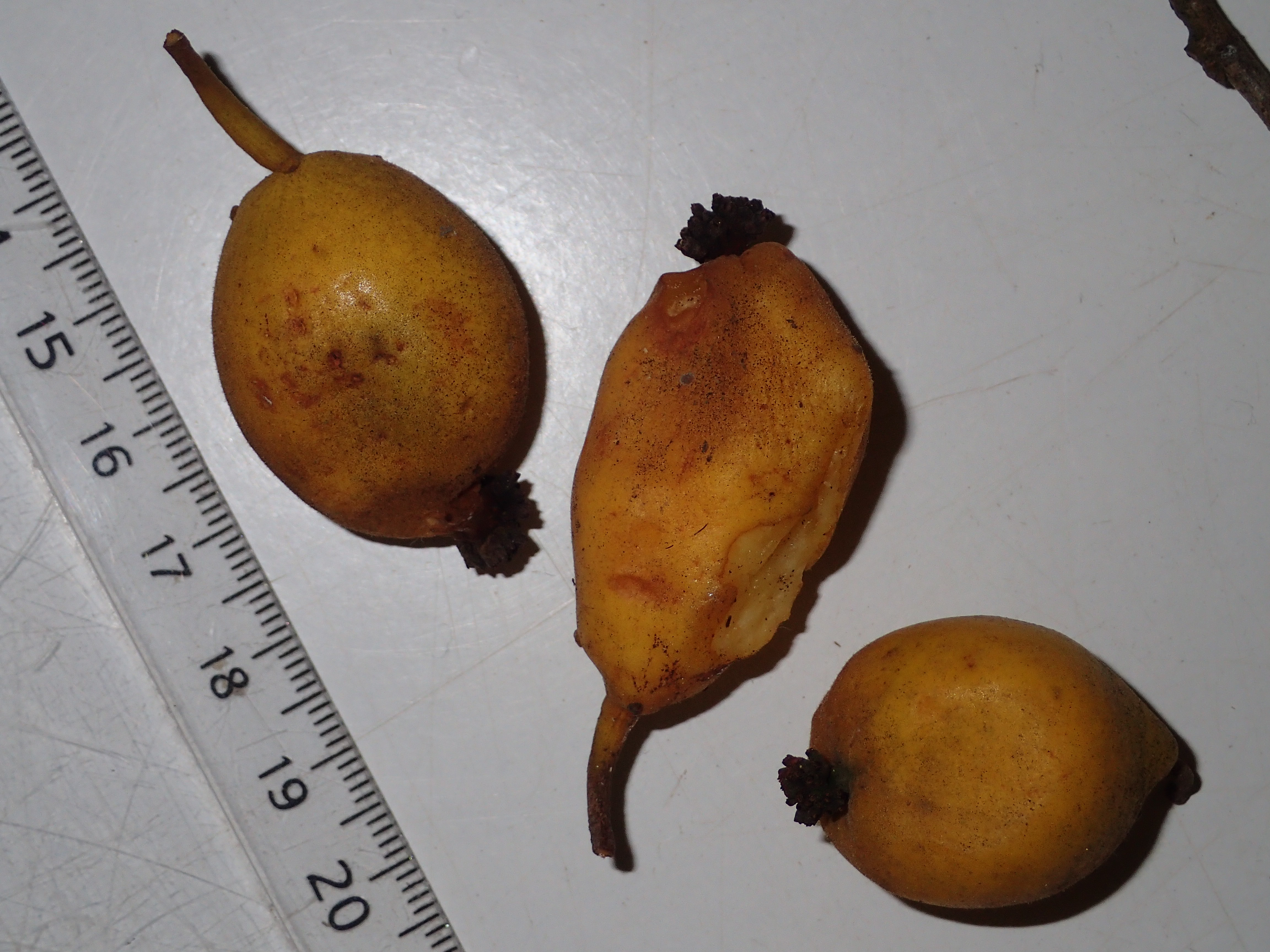
Fruits murs de Trymatococcus amazonicus.